# Municipio de Mifflin (condado de Richland)
El municipio de Mifflin (en inglés: Mifflin Township) es un municipio ubicado en el condado de Richland en el estado estadounidense de Ohio. En el año 2010 tenía una población de 6219 habitantes y una densidad poblacional de 103,98 personas por km².

## Geografía
El municipio de Mifflin se encuentra ubicado en las coordenadas 40°46′17″N 82°24′37″O / 40.77139, -82.41028. Según la Oficina del Censo de los Estados Unidos, el municipio tiene una superficie total de 59.81 km², de la cual 57.04 km² corresponden a tierra firme y (4.64%) 2.77 km² es agua.

## Demografía
Según el censo de 2010, había 6219 personas residiendo en el municipio de Mifflin. La densidad de población era de 103,98 hab./km². De los 6219 habitantes, el municipio de Mifflin estaba compuesto por el 94.36% blancos, el 3.3% eran afroamericanos, el 0.23% eran amerindios, el 0.23% eran asiáticos, el 0.06% eran isleños del Pacífico, el 0.23% eran de otras razas y el 1.61% pertenecían a dos o más razas. Del total de la población el 1.06% eran hispanos o latinos de cualquier raza.